# Puerto-ricanische Beachhandball-Nationalmannschaft der Männer
Die puerto-ricanische Beachhandball-Nationalmannschaft der Männer repräsentiert den Handball-Verband Puerto Ricos als Auswahlmannschaft auf internationaler Ebene bei Länderspielen im Beachhandball gegen Mannschaften anderer nationaler Verbände.
Als Unterbau fungiert die Nationalmannschaft der Junioren. Das weibliche Pendant ist die Puerto-ricanische Beachhandball-Nationalmannschaft der Frauen.

## Geschichte
Obwohl Beachhandball schon länger auf Puerto Rico gespielt wurde, entsandte der Verband erst spät, zu den Panamerika-Meisterschaften 2018, eine Nationalmannschaft. In Oceanside belegte das Team noch den letzten Platz. Nachdem sich auf Druck der Internationalen Handballföderation (IHF) im April 2019 die Pan-American Team Handball Federation (PATHF) auflöste und in den beiden Nachfolgeorganisationen Handballkonföderation Nordamerikas und der Karibik (NACHC beziehungsweise NORCA) und Süd- und zentralamerikanische Handballkonföderation (SCAHC beziehungsweise COSCABAL) aufging, war dies ein Glücksfall für Puerto Rico, die sich nun beim Kampf um die Qualifikation zu wichtigen Weltturnieren wie den Weltmeisterschaften und den World Games nicht mehr mit den Südamerikanischen Mannschaften messen mussten, sondern nun vor allem die Vereinigten Staaten und Mexiko die Gegner um die internationalen Plätze waren.
Die veränderte Konstellation kam schon im Jahr darauf bei den Nordamerika- und Karibikmeisterschaften auf Trinidad und Tobago zum Tragen. Die Puerto Ricaner erreichten das Halbfinale und spielten nach der dortigen Niederlage gegen die Gastgeber aus Trinidad und Tobago um die Bronzemedaille und gewannen diese. Nach längerer Pause aufgrund der COVID-19-Pandemie waren die Nor.Ca. Beach Handball Championships 2022 in Acapulco das nächste internationale Turnier der Mannschaft. Erneut wurde das Halbfinale erreicht und dieses Mal sogar gewonnen. Im Finale unterlag Puerto Rico der Mannschaft aus ihrem Mutterland Vereinigte Staaten. Damit hatte das Team nicht nur die kontinentale Silbermedaille gewonnen, sondern sich auch für die Weltmeisterschaften 2022 auf Kreta sowie die ersten Beachgames Zentralamerikas und der Karibik in Santa Marta, Kolumbien, qualifiziert. Da die USA als Gastgeber für die World Games 2022 in Birmingham qualifiziert waren, erhielt Puerto Rico zudem den kontinentalen Startplatz bei den World Games. Die Weltmeisterschaften beendeten die Spieler aus der Karibik auf dem 16. und damit letzten Platz. Bei den World Games konnten sie immerhin mit Neuseeland den Vertreter Ozeaniens hinter sich lassen und Sechste werden. Währen bei der WM durchweg alle Spiele klar in zwei Sätzen verloren wurden, konnte Puerto Rico bei den World Games immerhin Neuseeland in zwei Durchgängen besiegen. Sechste und damit Letzte wurde die Mannschaft auch gegen Jahresende bei den Central American and Caribbean Sea and Beach Games, womit sie auch auf kontinentaler Ebene nicht an den früheren Erfolg des Jahres anknüpfen konnten.

## Teilnahmen
| World Games - 2001: keine Teilnahme - 2005: keine Teilnahme - 2009: nicht qualifiziert - 2013: nicht qualifiziert - 2017: nicht qualifiziert - 2022: 6. World Beach Games - 2019: nicht qualifiziert - 2023: | Weltmeisterschaften - 2001: abgesagt - 2004: nicht qualifiziert - 2006: nicht qualifiziert - 2008: nicht qualifiziert - 2010: nicht qualifiziert - 2012: nicht qualifiziert - 2014: nicht qualifiziert - 2016: nicht qualifiziert - 2018: nicht qualifiziert - 2020: qualifiziert, abgesagt - 2022: 16. | Pan-Amerikanische Meisterschaften - 2004: keine Teilnahme - 2008: keine Teilnahme - 2012: keine Teilnahme - 2014: keine Teilnahme - 2016: keine Teilnahme - 2018: 8. Nordamerika- und Karibikmeisterschaften - 2019: 3. - 2022: 2. Beachgames Zentralamerikas und der Karibik - 2022: 6. |

- PAM 2018:  Kader aktuell nicht bekannt

- NKM 2019:  Kader aktuell nicht bekannt[4]

- NKM 2022: Kader aktuell nicht bekannt[5]

- WM 2022: Kader aktuell nicht bekannt[6]

- WG 2022: Kader aktuell nicht bekannt[7]

- CACSBG 2022: Kader aktuell nicht bekannt[8]